# Schloss Herrnfehlburg

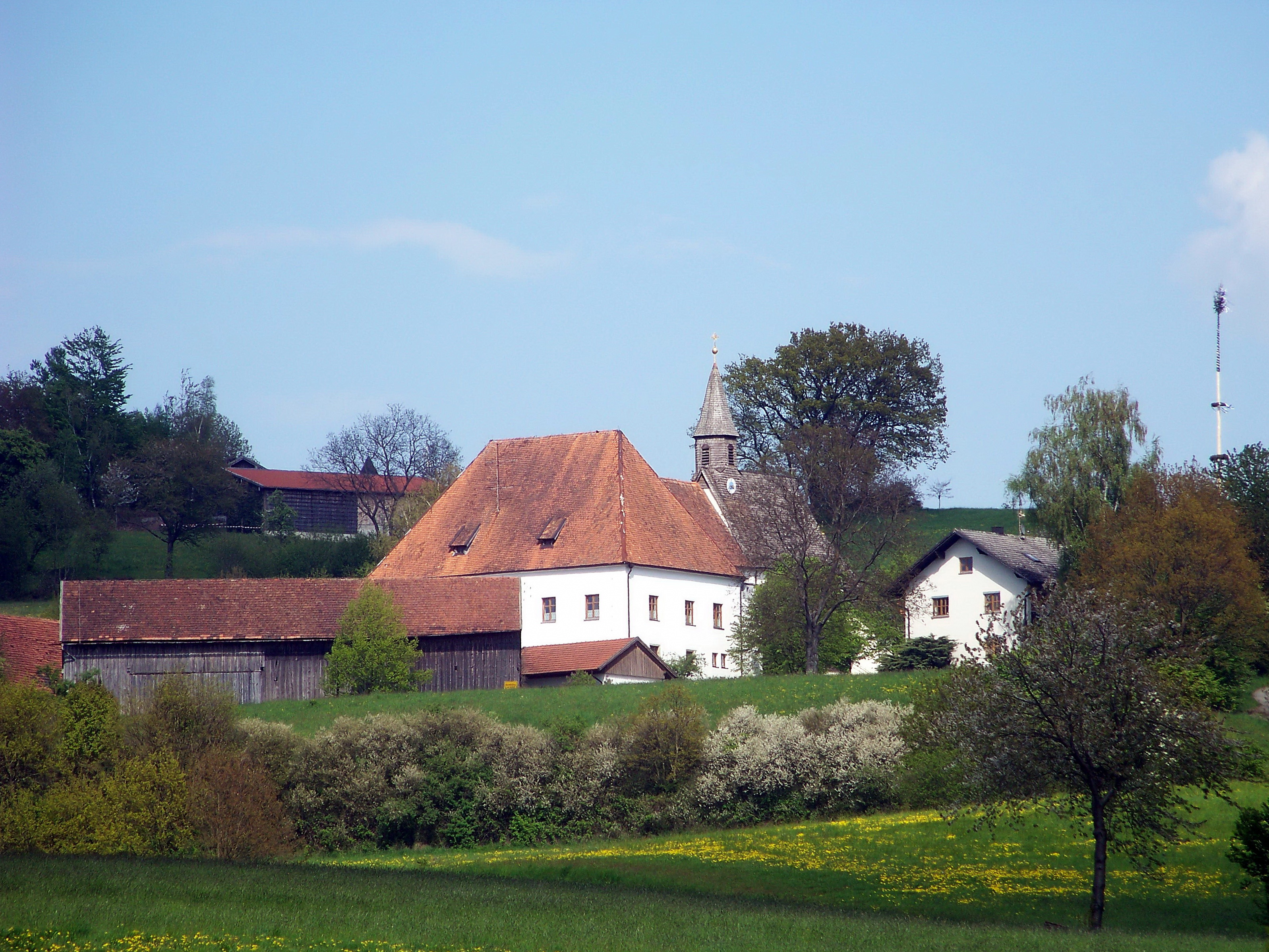
Schloss Herrnfehlburg (2008)

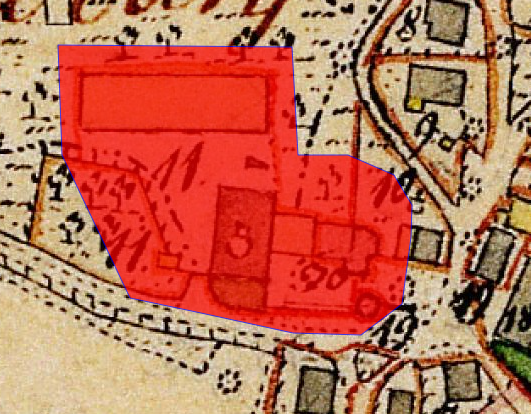
Lageplan von Schloss Herrnfehlburg auf dem Urkataster von Bayern

Das Schloss Herrnfehlburg liegt im gleichnamigen Gemeindeteil der niederbayerischen Gemeinde Rattiszell im Landkreis Straubing-Bogen (Burgstraße 2). Es ist unter der Aktennummer D-2-78-179-26 als denkmalgeschütztes Baudenkmal verzeichnet. Die Anlage wird als Aktennummer D-2-78-179-26 als Bodendenkmal unter der Aktennummer D-2-6942-0055 mit der Beschreibung „untertägige hoch- und spätmittelalterliche sowie frühneuzeitliche Befunde im Bereich des ehem. Schlosses Herrnfehlburg mit Wirtschaftshof und der Kath. Filialkirche St. Thomas, ehemals Schlosskapelle, samt Bestattungen im Kircheninnenraum, und deren Vorgängerbauten“ geführt.

## Geschichte
Im 12. Jahrhundert hieß der Ort Velberge, Velperg, Velberch. Der Name wird von Vele, einem Waldname, entsprechend der Lage am bewaldeten Gallnerberg, abgeleitet. Die ersten Besitzer waren die Velberger, Dienstleute der Grafen von Bogen. Mit dem Aussterben des Geschlechtes der Grafen von Bogen fiel 1242 die lehensrechtliche Oberhoheit über diesen Ort den bayerischen Herzögen zu.
Von den Velbergern sind urkundlich belegt „Sigeloh von Velberg“ (um 1180), dann ein „Rudolf von Velberg“ (1237), ein Velberger namens Albert war Pfarrer von Rattenberg. Letzterer übergab 1312 dem Kloster Oberalteich den von seinem Vater übernommenen Hof am Osthang des Gallnerberges als Seelgerät. Ein Eberhard der Velberger trat 1368 im Gefolge des Herrn Albrecht dem Ursenpeck von Irschenbach als Bürge für Peter den Ursenpeck von Prünstfehlburg auf. 1408 wurde ein Matheus der Velberger in einer Fehde gefangen genommen, an der auch ein Friedrich Ramsperger beteiligt war. 1437 wurde „Berthold der Velberger“ als Pfleger zu Sünching genannt. Damals kam Herrnfehlburg in den Besitz der Ursenpecken.
1500 wurde dort ein Wolfgang Gabelkofer genannt und in der Landtafel um 1525 erscheinen Ludwig und Sebastian Ebmer als Herren zu Herrnfehlburg, Pürgl und Sparr. Danach sind die Leutner auf Herrnfehlburg zu nennen, von denen der „ehrbare und feste Hanns Leutner“ 1514 zu Steinach starb. Nachfolger waren die Eisengrein; Kaspar Eisengrein war Pfleger und Kastner zu Viechtach und versah dieses Amt von Herrnfehlburg aus († 1618, begraben in der Schlosskapelle).
Weitere Nachfolger waren die Ossinger zu Haibach. Auf dem Heiratsweg kam damals das Gut Herrnfehlburg zur Hofmark Haibach. Die Schlossherren zu Haibach übten auch dort die niedere Gerichtsbarkeit aus. Johann Georg Ammon heiratete im 16. Jahrhundert die Besitzerin der Hofmark Rattiszell, Anna Cordula von Liebenzau. 1618 heiratete Georg Viktor Ammon die Katharina Eisengrain auf Herrenfehlburg und Irschenbach. So kam auch die Hofmark Herrenfehlburg an die Familie der Ammon. Die Familie Ammon von Schloss Au vorm Wald besaß Rattiszell von 1581 bis 1661. Georg Viktor Ammons Sohn Ignaz Viktor von Ammon regierte als Nachfolger seines Vaters über Herrnfehlburg, Irschenbach und Rattiszell. Er starb 1681 in Herrnfehlburg und wurde in der Kirche zu Rattiszell begraben, wo sich auch sein Grabstein befindet. Am Ende des 17. Jahrhunderts kam Herrnfehlburg an die Straubinger Ratsfamilie der Lerchenfelder; es folgten die Paumgartner. Danach ging das Schloss auf die Familie des Straubinger Ratsherren und Bürgermeisters Simon Höller über. 1806 trat die Familie Ettl aus Großwieden bei Konzell die Nachfolge an; diese Familie ist bis heute im Besitz der Herrnfehlburg.

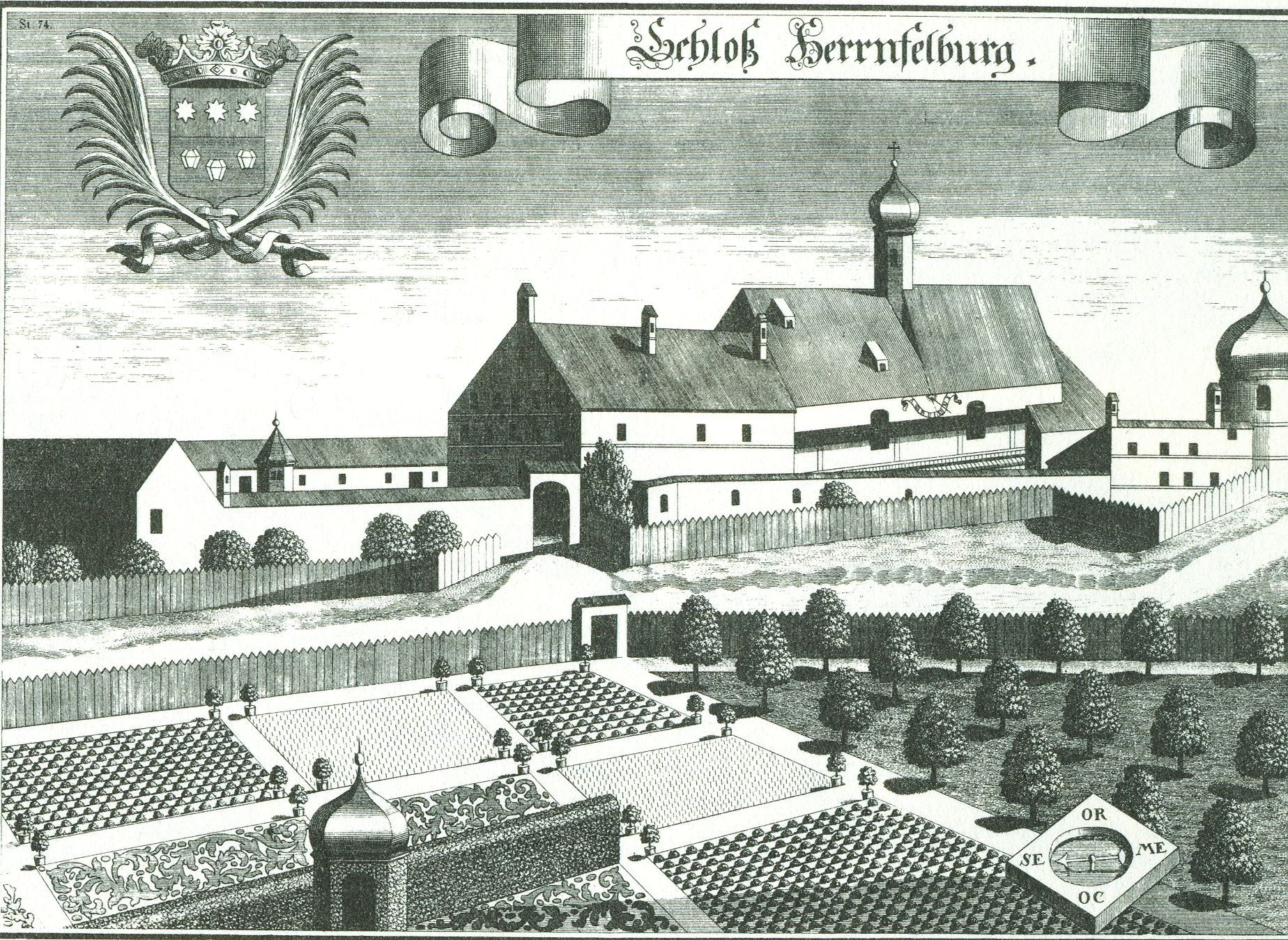
Schloss Herrnfehlburg nach einem Stich von Michael Wening von 1721

## Schloss Herrnfehlburg einst und jetzt
Nach einem Kupferstich von Michael Wening von 1721 war das Schloss Herrnfehlburg ein zweiteiliger Bau, der auf der einen Seite einen zweigeschossigen Wohntrakt mit einem Satteldach umfasste und auf der anderen aus einer etwa gleich hohen Schlosskapelle bestand. Vom Schloss zweigt ein Trakt in Richtung der Kapelle ab, dessen Dach ist aber weniger geneigt als das Dach der Kapelle. Die Kapelle besaß früher einen Zwiebelturm sowie auf der Westseite eine Sonnenuhr. Die Anlage war von einer nicht allzu hohen Mauer umgeben. Außerhalb des Schlossbaues lag ein eingezäunter Park mit Zier- und Nutzbepflanzung. Ein weiterer, heute verschwundener, dreigeschossiger Zwiebelturm scheint an ein Nebengebäude angebaut gewesen zu sein.
Heute besteht der ehemalige Edelsitz aus dem Schlossbau und der östlich angebauten Kapelle St. Thomas. Das ehemalige Schloss ist ein rechteckiger, zweigeschossiger Bau in schmucklosem, ländlichem Barock mit hohem Walmdach. Das Gebäude ist im Kern spätmittelalterlich. Der angeschlossene Gutshof und die Wirtschaftsgebäude, die zum Teil in Blockbau ausgeführt sind, stammen aus dem 18. und 19. Jahrhundert. Östlich in der Mittelachse springt ein zweigeschossiger Flügel mit Satteldach als Verbindung zur Kapelle heraus.
Die dem Heiligen Thomas geweihte Kapelle besitzt heute einen Spitzturm. Das Langhaus der Kapelle stammt im Kern aus dem 14. und dem 15. Jahrhundert, der Chor und die Sakristei sind aus der Barockzeit. Der Innenraum der Kapelle ist schlicht gehalten, auf einer Seite ist eine Figur des Gekreuzigten angebracht. Auf der Südseite befindet sich eine hölzerne Galerie mit dem Altar (um 1740). Das Altarbild zeigt den Apostel Thomas. Einige gotische Holzfiguren schmücken die Kirche. Das Orgelgehäuse aus dem Jahr 1740 befindet sich im Kreisheimatmuseum auf dem Bogenberg. An der rechten Außenmauer ist ein Kriegerdenkmal angebracht. Früher konnte man durch ein großes Fenster vom Tanzsaal des Schlosses in die Kapelle schauen; dieses ist jetzt zugemauert, dort steht heute ein Beichtstuhl. An der Ostseite der Kirche von Herrnfehlburg befindet sich ein Gedenkstein für Johannes Nikolaus Ammon von und zu Au, gestorben 1620 mit fünf Jahren und acht Monaten zu Straubing. Der Knabe ist stehend in ganzer Figur dargestellt, in Pluderhosen und mit gefalteten Händen; dem Haupte ist ein Kissen untergeschoben, in den Ecken sind die Ahnenwappen der Ammon, Eisengrain, Liebenzau und Mutzinger zu erkennen.